# Felsenmeer (Murrhardt)
Das Felsenmeer ist ein flächenhaftes Naturdenkmal und Geotop auf dem Gebiet der baden-württembergischen Stadt Murrhardt im Rems-Murr-Kreis.

## Kenndaten
Das Naturdenkmal wurde mit Verordnung des Landratsamts Rems-Murr-Kreis vom 23. August 1979 ausgewiesen und hat eine Größe von 1,24 Hektar. 

## Lage und Beschreibung

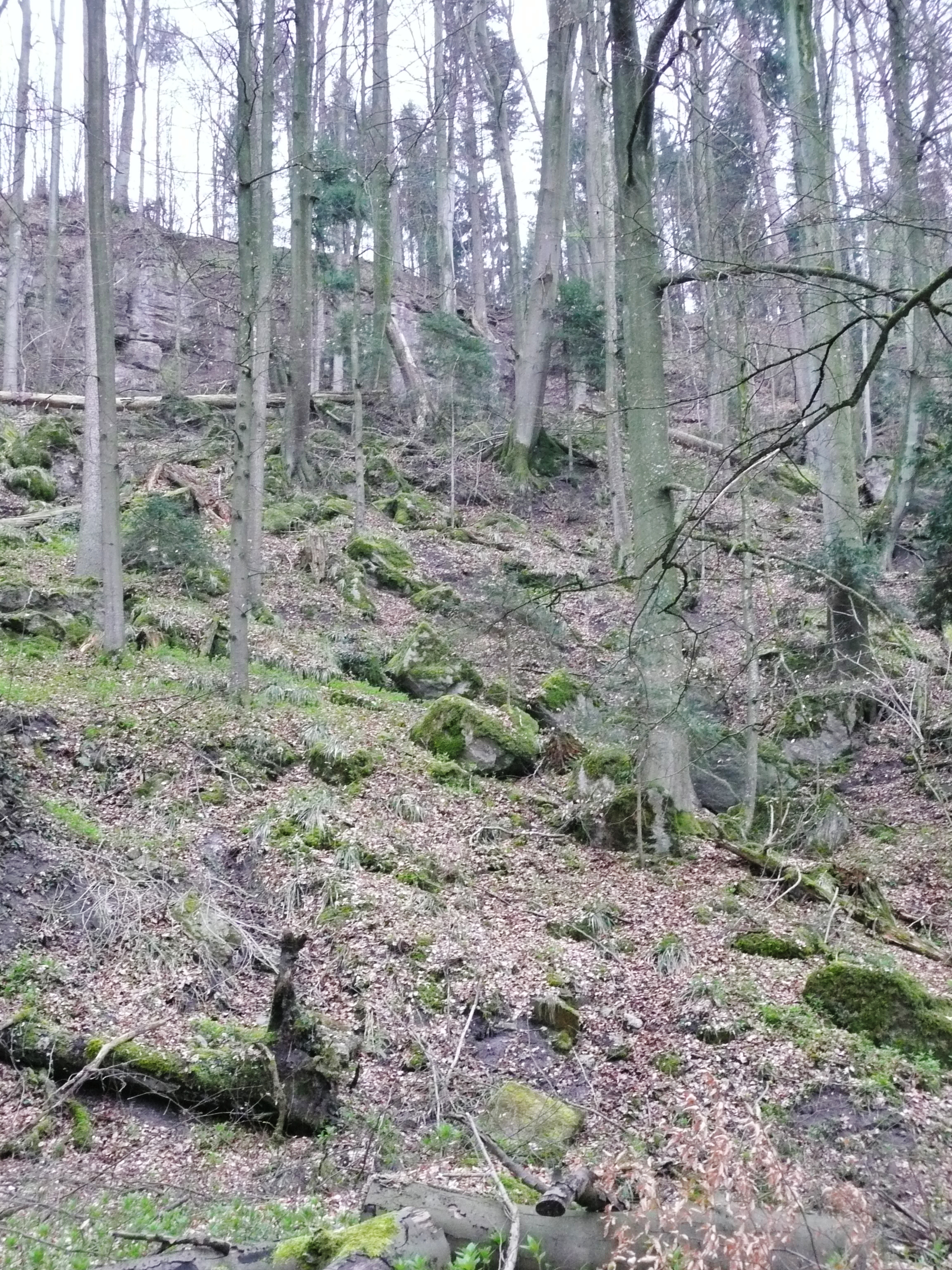

Das Felsenmeer liegt südöstlich von Murrhardt nahe dem Riesbergturm und erstreckt sich auf einen etwa 60 Meter hohen Steilhang des Rissbergs direkt unterhalb einer bis zehn Meter hohen Felswand aus Fleinsgesteinen der Unteren Stubensandstein-Formation. Es endet unten mit einer terrassenartigen Verebnung, die dann unterhalb eines weiteren Steilhangs wieder in eine Verflachung (mit Teich) übergeht. Die Geomorphologie dieses Gebietes lässt auf ein altes Bergsturzgelände mit zwei treppenartig abgeglittenen Schollen schließen. Die bis mehrere Kubikmeter großen Sandsteinblöcke entstammen der etwa 100 Meter breiten Abrisswand aus Fleins oberhalb der Blockansammlung. Ein Zusammenhang mit einer unmittelbar unterhalb hangparallel verlaufenden Abschiebung ist anzunehmen.

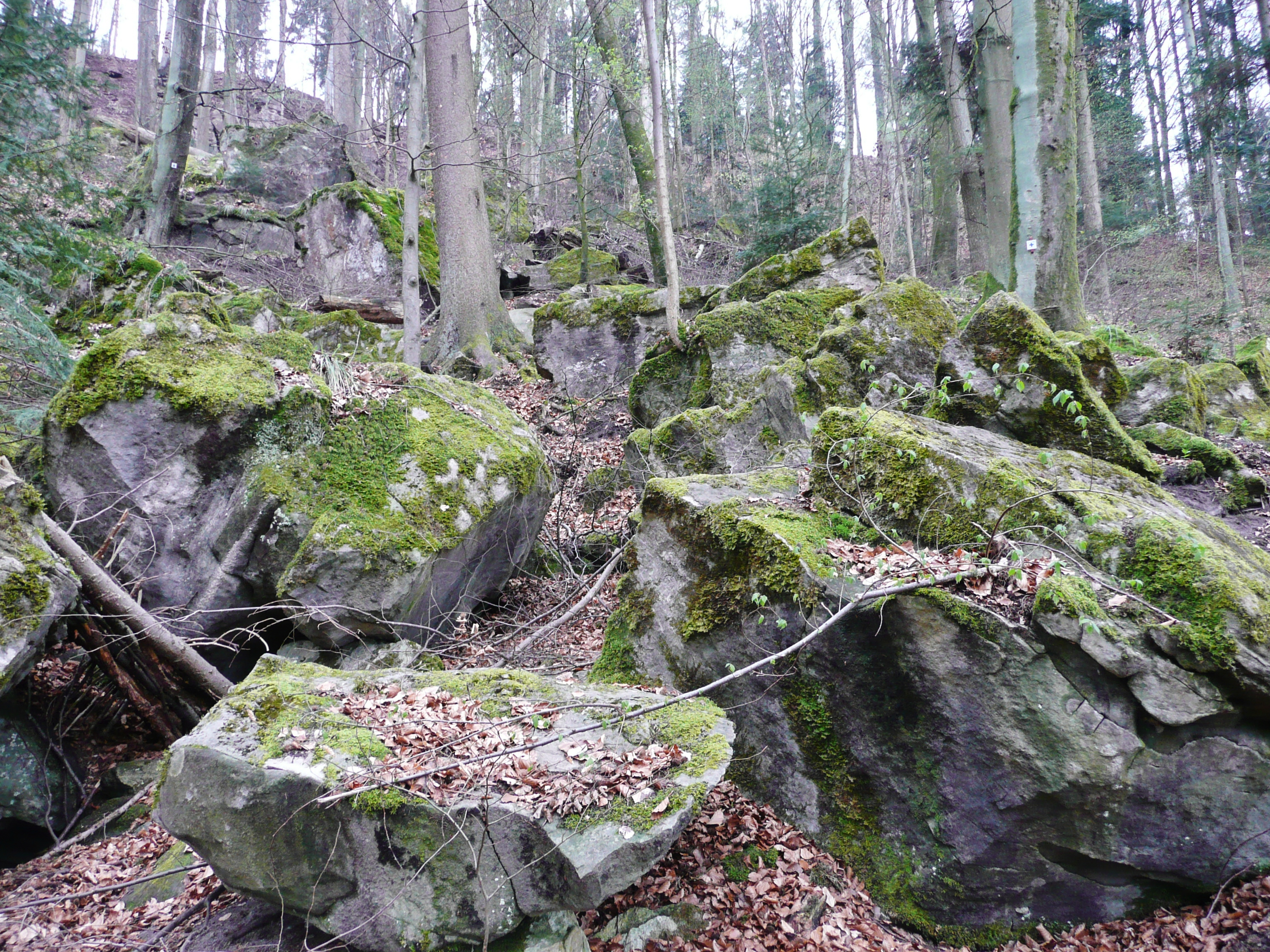

Das Felsenmeer liegt im Naturraum 101-Schwäbisch-Fränkische Waldberge innerhalb der naturräumlichen Haupteinheit 10-Schwäbisches Keuper-Lias-Land. Es ist Teil des Landschaftsschutzgebiets Nr. 1.19.039 Murrhardter Wald. Das Felsenmeer ist unter dem Namen Felsenmeer am Hang des Rißbergs SE Murrhardt auch als Geotop geschützt.